# Всемирное правительство граждан мира
Всеми́рное прави́тельство гра́ждан ми́ра (англ. World Service Authority (WSA)) — некоммерческая организация (НКО), занимающаяся поддержкой мировой гражданственности, в частности, выдачей паспорта гражданина мира. Штаб-квартира компании расположена в Вашингтоне (США).

## История и деятельность
WSA основана 4 сентября 1953 года бывшим бродвейским актёром, служившим лётчиком ВВС США, Гарри Дэвисом, после того, как он в 1948 году отказался от американского гражданства и назвал себя «гражданином мира». Вскоре после создания компания зарегистрировала 750 000 человек из разных частей света. На данный момент организация занимается выдачей паспортов, свидетельств о рождении и других официальных документов.
На январь 2024 года паспорт гражданина мира официально признают шесть стран: Буркина-Фасо, Замбия, Мавритания, Танзания, Того и Эквадор, а в более чем 180 странах мира был признан «де-факто» как удостоверение личности пограничными службами.